# John Houseman
John Houseman (Bucarest, Rumania, 22 de septiembre de 1902 - Malibu, Estados Unidos, 31 de octubre de 1988) fue un actor y productor de cine británico-estadounidense.

## Filmografía como productor
- Too Much Johnson (1938)
- La dalia azul (1946)
- Voces de muerte (1948)
- Carta de una desconocida (1948)
- Los amantes de la noche (1948)
- The Company She Keeps (1951)
- La casa en la sombra (1951)
- Holiday for Sinners (1952)
- Cautivos del mal (1952)
- Julio César (1953)
- La torre de los ambiciosos (1954)
- Her Twelve Men (1954)
- La tela de araña (1955)
- Los contrabandistas de Moonfleet (1955)
- Lust for Life (1956)
- All Fall Down (1962)
- Dos semanas en otra ciudad (1962)
- In the Cool of the Day (1963)
- Journey to America (1964)
- Propiedad condenada (1966)

## Premios y reconocimientos
Premios Óscar
| Año  | Categoría                       | Película              | Resultado |
| ---- | ------------------------------- | --------------------- | --------- |
| 1954 | Mejor película                  | Julio César           | Nominado  |
| 1974 | Óscar al mejor actor de reparto | Vida de un estudiante | Ganador   |

Globos de Oro
| Año  | Categoría                              | Película              | Resultado |
| ---- | -------------------------------------- | --------------------- | --------- |
| 1973 | Globo de Oro al mejor actor de reparto | Vida de un estudiante | Ganador   |